# Договор по авторскому праву
Договор ВОИС по авторскому праву (ДАП) (англ. World Intellectual Property Organization Copyright Treaty) — международное соглашение по охране авторского права, разработанное Всемирной организацией интеллектуальной собственности (ВОИС) и принятое на Дипломатической конференции организации 20 декабря 1996 года. Широко известен также как «Договор ВОИС в области Интернета» (наряду с Договором ВОИС по исполнениям и фонограммам), так как дополняет традиционные международные соглашения в области охраны авторского права в соответствии с требованиями интернет-эпохи.
В настоящее время администрируется Всемирной организацией интеллектуальной собственности.
Для России ДАП вступил в силу с 5 февраля 2009 года.
По состоянию на 2022 год участниками ДАП являются 112 государств.